# Sericophara brunnea
Sericophara brunnea är en fjärilsart som beskrevs av John Henry Leech 1898. Sericophara brunnea ingår i släktet Sericophara och familjen Thyrididae. Inga underarter finns listade i Catalogue of Life.